# Чемпіонат Європи з боксу 2000
XXXIII Чемпіонат Європи з боксу (чоловіків) відбувся 13 — 21 травня 2000 року в місті Тампере у Фінляндії.
Україну представляли: Валерій Сидоренко, Володимир Сидоренко, Геннадій Озарінський, Георгій Макалатія, Дмитро Світличний, В'ячеслав Сенченко, Валерій Бражник, Сергій Костенко, Олександр Зубріхін, В'ячеслав Узелков, Олександр Яценко, Олексій Мазікін.

## Медалісти
| Категорія:                           | Золото:             | Срібло:             | Бронза:                         |
| Перша найлегша вага (до 48 кг)       | Валерій Сидоренко   | Сергій Казаков      | Пал Лакатош Мар'ян Веліцу       |
| Найлегша вага (до 51 кг)             | Володимир Сидоренко | Богдан Добреску     | Севдалін Христов Юхо Толппола   |
| Легша вага (до 54 кг)                | Агасі Агагюль-огли  | Раїмкуль Малахбеков | Арам Рамазян Дьордь Фаркаш      |
| Напівлегка вага (до 57 кг)           | Рамазан Паліані     | Борис Георгієв      | Олексій Воробйов Фальк Густе    |
| Легка вага (до 60 кг)                | Олександр Малетін   | Філіп Палич         | Селім Паліані Норман Шустер     |
| Перша напівсередня вага (до 63.5 кг) | Олександр Леонов    | Димитр Щилянов      | Нурхан Сулейман-огли Віллі Блен |
| Напівсередня вага (до 67 кг)         | Бюлент Улусой       | Валерій Бражник     | Даріус Ясявичюс Міхай Котаї     |
| Перша середня вага (до 71 кг)        | Фелікс Штурм        | Андрій Мішин        | Дмитро Усагін Нікола Сєклоча    |
| Середня вага (до 75 кг)              | Жолт Ердеї          | Степан Божич        | Олександр Зубріхін Юха Руокола  |
| Напівважка вага (до 81 кг)           | Олександр Лебзяк    | Клаудіо Ришко       | Мілорад Гайович Алі Ісмаїлов    |
| Важка вага (до 91 кг)                | Джексон Шане        | Султан Ібрагімов    | Еміл Гараї Андреас Густавсон    |
| Надважка вага (вище 91 кг)           | Олексій Лєзін       | Паоло Відоц         | Ченгіз Коч Баграт Оганян        |

## Медальний залік
| Медальний залік |                             |        |        |        |       |
| Місце           | Держава                     | Золото | Срібло | Бронза | Разом |
| 1               | Росія                       | 4      | 4      | 0      | 8     |
| 2               | Туреччина                   | 3      | 0      | 2      | 5     |
| 3               | Україна                     | 2      | 1      | 1      | 4     |
| 4               | Угорщина                    | 1      | 0      | 4      | 5     |
| 5               | Німеччина                   | 1      | 0      | 3      | 4     |
| 6               | Франція                     | 1      | 0      | 1      | 2     |
| 7               | Болгарія                    | 0      | 2      | 2      | 4     |
| 8               | Румунія                     | 0      | 2      | 1      | 3     |
| 9               | Хорватія                    | 0      | 2      | 0      | 2     |
| 10              | Італія                      | 0      | 1      | 0      | 2     |
| 11              | Вірменія                    | 0      | 0      | 2      | 2     |
| 11              | Фінляндія                   | 0      | 0      | 2      | 2     |
| 11              | Союзна Республіка Югославія | 0      | 0      | 2      | 2     |
| 14              | Азербайджан                 | 0      | 0      | 1      | 1     |
| 14              | Білорусь                    | 0      | 0      | 1      | 1     |
| 14              | Литва                       | 0      | 0      | 1      | 1     |
| 14              | Швеція                      | 0      | 0      | 1      | 1     |
| Разом           | 17 держав                   | 12     | 12     | 24     | 48    |